# Cá tầm Amur
Cá tầm sông Amur hay còn gọi là cá hoàng (danh pháp khoa học: Acipenser schrenckii) là một loài cá nước ngọt thuộc họ Cá tầm. Loài này sinh sống duy nhất tại sông Hắc Long Giang nơi ranh giới đường biên giới tự nhiên giữa Trung Quốc và Nga, có thể tìm thấy ở cả khu giáp ranh với Mông Cổ, Nhật Bản.

## Đặc điểm
Đây là loài cá ăn thịt, hung dữ, có tuổi thọ trung bình trên 50 năm, trọng lượng bình quân từ 150 kg đến 200 kg. Ngư dân Trung Quốc ở thôn Thắng Lợi trấn Ô Van huyện Gia Âm, Y Xuân, Hắc Long Giang đã bắt được một con cá hoàng có chiều dài 3 mét và trọng lượng hơn 250 kg, trước đó ở Trung Quốc người ta từng phát hiện cá thể cá hoàng nặng gần 1 tấn.
Cá tầm Amur có thịt thơm ngon, dinh dưỡng phong phú tuy nhiên cá hoàng có bộ mặt kỳ dị và thân hình khổng lồ vì vậy nhiều người dân địa phương gọi con cá loại này là quái ngư. Cá hoàng xuất hiện từ 130 triệu năm trước và là một trong những sinh vật cổ còn tồn tại tới ngày nay, cá hoàng được coi như "hóa thạch sống" dưới nước, cùng thời với khủng long.
Loài cá tầm Amur là một đặc sản của sông Hắc Long Giang, rất được ưa chuộng. Loài này có giá trị kinh tế rất cao. Mỗi con có trọng lượng lớn có thể bán được khoảng 22.000 USD. Cá hoàng vừa có thể chế biến thành nhiều món cao lương mỹ vị đồng thời lại có giá trị dược lý rất cao, đặc biệt đối với các đàn ông bị chứng bất lực hay rối loạn cương dương nên hiện nay loài cá này bị săn bắt quá mức.